# Curling na Zimních olympijských hrách 1992 – ukázkový turnaj muži
Turnaj mužů v curlingu na Zimních olympijských hrách 1992 byla ukázková soutěž hraná v hale Patinoire olympique.

## Týmy
Mužského turnaje se účastnilo 8 reprezentací.
| Země                   | Skip (čtyřka)        | Third (trojka)      | Second (dvojka)   | Lead (jednička) | Náhradník        | Klub                          |
| ---------------------- | -------------------- | ------------------- | ----------------- | --------------- | ---------------- | ----------------------------- |
| Austrálie              | Hugh Millikin        | Tom Kidd            | Daniel Joyce      | Stephen Hewitt  | Brian Stuart     | Melbourne CC, Melbourne       |
| Francie                | Dominique Dupont-Roc | Claude Feige        | Patrick Philippe  | Thierry Mercier | Daniel Moratelli | Megève CC, Megève             |
| Velká Británie         | Hammy McMillan       | Norman Brown        | Gordon Muirhead   | Roger McIntyre  | Robert Kelly     | Castle Kennedy CC, Stranraer  |
| Kanada                 | Kevin Martin         | Kevin Park          | Dan Petryk        | Don Bartlett    | Jules Owchar     | Avonair CC, Edmonton          |
| Norsko                 | Tormod Andreassen    | Stig-Arne Gunnestad | Flemming Davanger | Kjell Berg      | Pål Trulsen      | Risenga CK, Oslo              |
| Švédsko                | Dan-Ola Eriksson     | Sören Grahn         | Jonas Sjölander   | Stefan Holmén   | Håkan Funk       | Karlstads CK, Karlstad        |
| Švýcarsko              | Urs Dick             | Jürg Dick           | Robert Hürlimann  | Thomas Kläy     | Peter Däppen     | CC Solothurn-Wengi, Solothurn |
| Spojené státy americké | Raymond Somerville   | Tim Somerville      | Mike Strum        | Bill Strum      | Bob Nichols      | Superior CC, Superior         |

## Skupina A
| Pořadí | Tým            | Z | V | P | Skóre |
| ------ | -------------- | - | - | - | ----- |
| 1.     | Norsko         | 3 | 3 | 0 | 28:5  |
| 2.     | Švýcarsko      | 3 | 2 | 1 | 16:19 |
| 3.     | Velká Británie | 3 | 1 | 2 | 15:18 |
| 4.     | Austrálie      | 3 | 0 | 3 | 10:27 |

| Tým                 | Celkem |
| ------------------- | ------ |
| Norsko (Andreassen) | 11     |
| Švýcarsko (Dick)    | 3      |

| Tým                       | Celkem |
| ------------------------- | ------ |
| Velká Británie (McMillan) | 9      |
| Austrálie (Millikin)      | 6      |

| Tým                  | Celkem |
| -------------------- | ------ |
| Švýcarsko (Dick)     | 7      |
| Austrálie (Millikin) | 3      |

| Tým                       | Celkem |
| ------------------------- | ------ |
| Norsko (Andreassen)       | 6      |
| Velká Británie (McMillan) | 1      |

| Tým                  | Celkem |
| -------------------- | ------ |
| Norsko (Andreassen)  | 11     |
| Austrálie (Millikin) | 1      |

| Tým                       | Celkem |
| ------------------------- | ------ |
| Švýcarsko (Dick)          | 6      |
| Velká Británie (McMillan) | 5      |

## Skupina B
| Pořadí | Tým                    | Z | V | P | Skóre |
| ------ | ---------------------- | - | - | - | ----- |
| 1.     | Kanada                 | 3 | 3 | 0 | 22:12 |
| 2.     | Spojené státy americké | 3 | 2 | 1 | 17:15 |
| 3.     | Francie                | 3 | 1 | 2 | 16:14 |
| 4.     | Švédsko                | 3 | 0 | 3 | 12:26 |

| Tým                                 | Celkem |
| ----------------------------------- | ------ |
| Kanada (Martin)                     | 7      |
| Spojené státy americké (Somerville) | 3      |

| Tým                  | Celkem |
| -------------------- | ------ |
| Francie (Dupont-Roc) | 8      |
| Švédsko (Eriksson)   | 3      |

| Tým                                 | Celkem |
| ----------------------------------- | ------ |
| Spojené státy americké (Somerville) | 8      |
| Švédsko (Eriksson)                  | 4      |

| Tým                  | Celkem |
| -------------------- | ------ |
| Kanada (Martin)      | 5      |
| Francie (Dupont-Roc) | 4      |

| Tým                | Celkem |
| ------------------ | ------ |
| Kanada (Martin)    | 10     |
| Švédsko (Eriksson) | 5      |

| Tým                                 | Celkem |
| ----------------------------------- | ------ |
| Spojené státy americké (Somerville) | 6      |
| Francie (Dupont-Roc)                | 4      |

## O umístění

### O páté místo
| Tým                       | Celkem |
| ------------------------- | ------ |
| Velká Británie (McMillan) | 6      |
| Francie (Dupont-Roc)      | 4      |

### O sedmé místo
| Tým                  | Celkem |
| -------------------- | ------ |
| Austrálie (Millikin) | 8      |
| Švédsko (Eriksson)   | 6      |

## Play-off

### Pavouk
|  | Semifinále | Semifinále | Semifinále |  |  | Finále      | Finále      | Finále      |
|  |            |            |            |  |  |             |             |             |
|  | 1B         | Kanada     | 4          |  |  |             |             |             |
|  | 2A         | Švýcarsko  | 8          |  |  |             |             |             |
|  |            |            |            |  |  | 2A          | Švýcarsko   | 7           |
|  |            |            |            |  |  | 1A          | Norsko      | 6           |
|  | 1A         | Norsko     | 8          |  |  |             |             |             |
|  | 2B         | USA        | 3          |  |  | Třetí místo | Třetí místo | Třetí místo |
|  |            |            |            |  |  | 1B          | Kanada      | 2           |
|  |            |            |            |  |  | 2B          | USA         | 9           |

### Semifinále
| Tým              | Celkem |
| ---------------- | ------ |
| Kanada (Martin)  | 4      |
| Švýcarsko (Dick) | 8      |

| Tým                                 | Celkem |
| ----------------------------------- | ------ |
| Norsko (Andreassen)                 | 8      |
| Spojené státy americké (Somerville) | 3      |

### O třetí místo
| Tým                                 | Celkem |
| ----------------------------------- | ------ |
| Kanada (Martin)                     | 2      |
| Spojené státy americké (Somerville) | 9      |

### Finále
| Tým                 | 1 | 2 | 3 | 4 | 5 | 6 | 7 | 8 | 9 | 10 | 11 | Celkem |
| ------------------- | - | - | - | - | - | - | - | - | - | -- | -- | ------ |
| Švýcarsko (Dick)    | 0 | 2 | 0 | 1 | 0 | 1 | 1 | 0 | 0 | 1  | 1  | 7      |
| Norsko (Andreassen) | 1 | 0 | 2 | 0 | 1 | 0 | 0 | 1 | 1 | 0  | 0  | 6      |

## Konečné umístění
| Pořadí                      | Tým                          |
| --------------------------- | ---------------------------- |
| Zlatá olympijská medaile    | Švýcarsko (SUI)              |
| Stříbrná olympijská medaile | Norsko (NOR)                 |
| Bronzová olympijská medaile | Spojené státy americké (USA) |
| 4.                          | Kanada (CAN)                 |
| 5.                          | Velká Británie (GBR)         |
| 6.                          | Francie (FRA)                |
| 7.                          | Austrálie (AUS)              |
| 8.                          | Švédsko (SWE)                |